# SM UB-17
SM UB-17 – ostatni niemiecki okręt podwodny typu UB I zbudowany w stoczni AG Weser w Bremie w latach 1914-1915. Zwodowany 21 kwietnia 1915 roku, wszedł do służby w Cesarskiej Marynarce Wojennej 4 maja 1915 roku. W czasie 91 patroli UB-17 zatopił 13 statków nieprzyjaciela o łącznej pojemności 2189 BRT oraz uszkodził jeden o pojemności 4054 BRT.

## Budowa
SM UB-17 należał do typu UB I. Był małym jednokadłubowym okrętem przeznaczonymi do działań przybrzeżnych, o prostej konstrukcji; długości 28,1 metra, wyporności w zanurzeniu 142 tony, zasięgu 1650 Mm przy prędkości 5 węzłów na powierzchni oraz 45 Mm przy prędkości 4 węzły w zanurzeniu.
Wymogiem przy projektowaniu tych okrętów była możliwość transportu koleją, dzięki temu część z nich została przetransportowana nad Adriatyk, gdzie operowały z baz austriackich, a część do baz na terenie Belgii. UB-17 został więc po wybudowaniu rozebrany na części i przewieziony koleją do Andwerpii, gdzie wodowany 21 kwietnia 1915 roku, wszedł do służby w Cesarskiej Marynarce Wojennej 4 maja 1915 roku, a 10 maja został włączony do Flotylli Flandria (U-Bootflottille Flandern) operującej z Brugii.

## Służba
Pierwszym dowódcą został Ralph Wenninger. Wenninger dowodził okrętem do 27 czerwca 1916 roku, z przerwą od 7 marca do 15 kwietnia. Pod jego dowództwem UB-17 uszkodził pierwszy statek nieprzyjaciela. 18 lipca 1915 roku UB-17 uszkodził brytyjski tankowiec „Batoum” o pojemności 4054 BRT. Płynący z Killingholme do Harwich statek został uszkodzony i osiadł na plaży około 2,5 mili od Southwold. W wyniku ataku zginęło 6 członków załogi.
6 sierpnia UB-17 zatrzymał i zatopił cztery brytyjskie łodzie rybackie. Ostatnim statkiem zatopionym przez UB-17 pod dowództwem Wenningera był brytyjski parowiec „Franz Fischer” o pojemności 957 BRT. Statek płynął z ładunkiem węgla z Hartlepool do Cowes śmierć poniosło 13 członków załogi. 28 czerwca 1916 roku kapitanem okrętu na 10 dni został mianowany Kapitänleutnant Günther Suadicani, którego zastąpił Hans Degetau 1 września 1916 roku dowodzony przez Degetaua UB-17 zatopił holenderski parowiec „Zeearend” o pojemności 462 BRT. 
10 stycznia 1918 roku ostatnim dowódcą okrętu został mianowany Oberleutnant zur See Albert Branscheid.

## Zatonięcie
11 marca 1918 roku UB-17 pod dowództwem Branscheida wypłynął z Zeebrugge na 91. patrol bojowy i zaginął bez wieści. Według części źródeł UB-17 został zatopiony przez brytyjski niszczyciel HMS „Onslow”, inne źródła przypisują jego zatonięcie innym okrętom brytyjskim. Cała załoga zginęła.